# Gerardus Vrolik

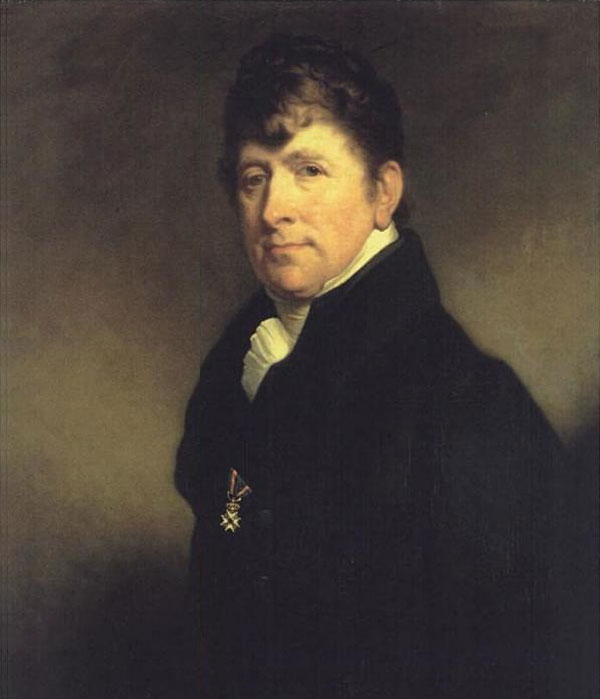
Gerardus Vrolik (1775-1859 door Charles Howard Hodges

Gerardus Vrolik (Leiden, 25 april 1775 – Amsterdam, 10 november 1859) was een hoogleraar in de anatomie en botanie aan het Athenaeum Illustre te Amsterdam. Hij was een van de zes leden van de Hollandse Scheikundigen.
Door zijn benoeming aan de Atheneum Illustre wordt hij ook directeur van de Hortus Botanicus. Als hij in 1798 hoogleraar wordt krijgt hij de leiding over de kraamzaal van het Binnengasthuis in Amsterdam. Vrolik werd zo de eerste Nederlandse hoogleraar Verloskunde met een eigen klinische afdeling.
Professor Vrolik en zijn zoon professor Willem Vrolik (1801-1863) lieten een zeldzame privécollectie na van uiteenlopende (pathologisch-)anatomische preparaten, waarbij de nadruk lag op aangeboren afwijkingen.
De nalatenschap werd in 1869 verworven door het Amsterdamse Athenaeum Illustre. Sedert 1984 vormt het de basis voor de collectie van het huidige Museum Vrolik van het AMC Amsterdam, waarvan delen in 1999 weer tentoongesteld werden in het Zoölogisch Museum van de Universiteit van Amsterdam.
Vrolik woonde van 1823 tot aan zijn dood in 1859 op Kasteel Drakenburg bij Baarn/Eemnes. Na de aankoop van het heidegebied Liebergen laat hij in 1844 bij het Laarder Wasmeer het huisje 'Anna's Hoeve' bouwen. Deze pleisterplaats voor familietochtjes noemt hij naar zijn vrouw, Anna van Swinden. Het omliggende gebied kreeg later ook de naam Anna's Hoeve. Een andere zoon Agnites Vrolik werd minister. De Amsterdamse Vrolikstraat is vernoemd naar Gerardus en Willem.
- Bibliothèque nationale de France: cb10490423g (data)
- Author citation (botany): Vrolik
- Biografisch Portaal: 09769159
- Gemeinsame Normdatei: 100680461
- International Standard Name Identifier: 0000 0000 8376 5076
- Library of Congress Control Number: n95800111
- Mathematics Genealogy Project: 122398
- Nationale Bibliotheek van Israël: 987007332371005171
- Nederlandse Thesaurus van Auteursnamen: 070047936
- Virtual International Authority File: 42191946
- WorldCat: E39PBJdcw8kQCkrWcyHrbbK68C